# Payaman (Solokuro)
Payaman is een bestuurslaag in het regentschap Lamongan van de provincie Oost-Java, Indonesië. Payaman telt 12.200 inwoners (volkstelling 2010).